# Cíato

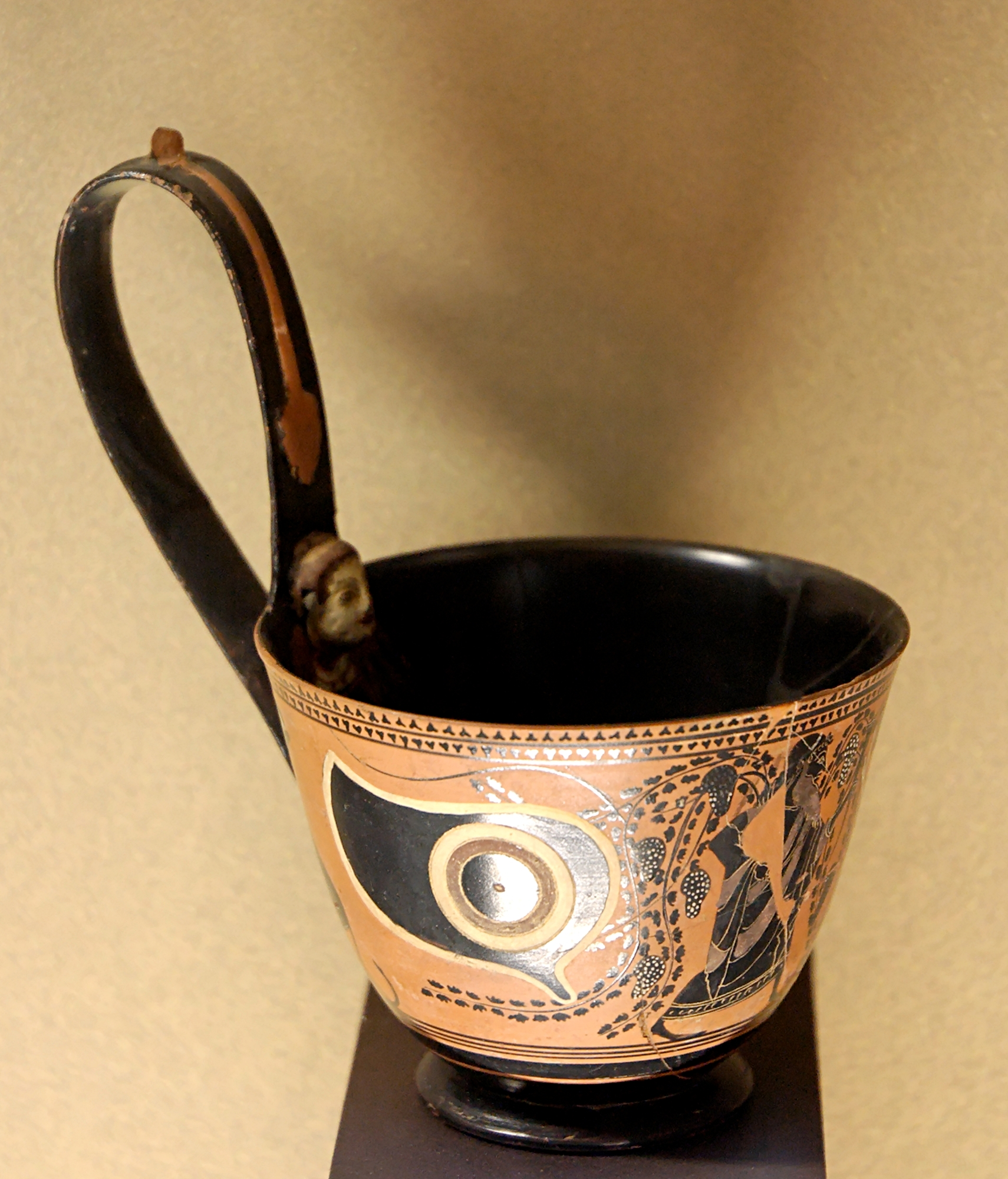
Dionisos y una ménade decorando un kyathos del periodo de figuras negras, entre 550-540 a. C. (13.9 x 9.4 cm). Museo del Louvre.

El cíato (en griego antiguo: κύαθος, romanizado: kyathos, plural kyathoi ‘cazo para vino’, en latín: chyatus), también citado como cyathus, es un vaso griego, en forma de tazón, de concavidad alta y redonda, y con una característica asa alta, alargada y vertical. Se usaba como cazo, para trasvasar el vino de la crátera a las copas o los enócoes. El nombre de la vasija está relacionado con la palabra griega kyeō (κυέω), ‘contener’.
Los primeros ejemplares conocidos se produjeron alrededor del 530 a. C. en el taller del alfarero ático Nicóstenes, con formas similares a los «buccheros» etruscos. A partir de la segunda mitad del siglo V a. C. su producción es muy escasa.
También era una medida de volumen: 6 cíatos= cótila (aproximadamente 0,27 litros), 12 cíatos = coes y 12 coes = metretas (que era aproximadamente el volumen de un ánfora panatenaica)